# 索科洛希爾內
46°29′58″N 34°56′44″E / 46.49944°N 34.94556°E

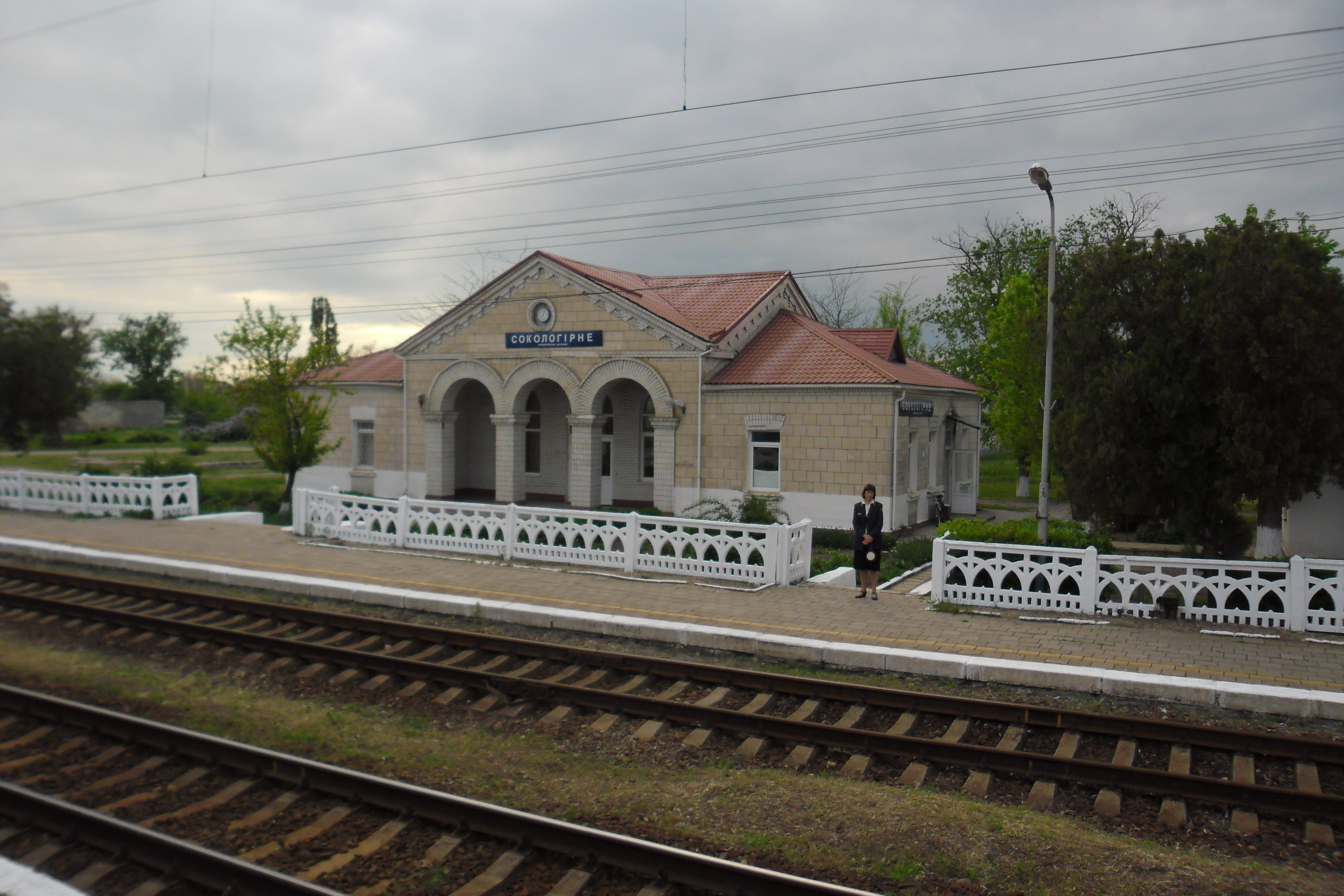
火车站

索科洛希爾內是位於烏克蘭南部的村莊，由赫爾松州海尼切斯克區的海尼切斯克市镇負責管轄。該村始建於1874年，面積6.43平方公里，海拔高度24米，2001年人口808，人口密度每平方公里124.7人。